# Terry Notary
Terry Notary (San Rafael, 14 de agosto de 1968) es un actor y stunt estadounidense, reconocido por interpretar personajes mediante captura de movimiento en películas como Avatar, The Adventures of Tintin: Secrets of the Unicorn, la serie fílmica de El planeta de los simios y la trilogía de The Hobbit. En 2018 interpretó el papel de Black Dwarf en las películas de Marvel Avengers: Infinity War y Avengers: Endgame.

## Filmografía

### Cine
| Año  | Título                                           | Papel         |
| ---- | ------------------------------------------------ | ------------- |
| 2000 | El Grinch                                        |               |
| 2001 | The Animal                                       |               |
| 2001 | El planeta de los simios                         | Varios simios |
| 2001 | The Hot Chick                                    |               |
| 2003 | X2                                               |               |
| 2003 | Tarzan                                           |               |
| 2004 | The Village                                      |               |
| 2005 | Me and You and Everyone We Know                  |               |
| 2006 | Superman Returns                                 |               |
| 2007 | If I Had Known I Was A Genius                    |               |
| 2007 | Slipstream                                       |               |
| 2007 | Next                                             |               |
| 2007 | Los 4 Fantásticos y Silver Surfer                |               |
| 2008 | The Incredible Hulk                              | Soldado       |
| 2009 | The Forgotten Ones                               | Criatura alfa |
| 2009 | Transformers: la venganza de los caídos          |               |
| 2009 | Avatar                                           | Banshee       |
| 2010 | The Lost Tribe                                   | Macho alfa    |
| 2010 | Primal                                           |               |
| 2011 | Attack the Block                                 | Alien         |
| 2011 | Rise of the Planet of the Apes                   | Rocket        |
| 2011 | The Adventures of Tintin: Secrets of the Unicorn |               |
| 2011 | The Cabin in the Woods                           | Payaso        |
| 2012 | The Hobbit: An Unexpected Journey                | Goblin        |
| 2013 | The Hobbit: The Desolation of Smaug              | Goblin        |
| 2014 | Dawn of the Planet of the Apes                   | Rocket        |
| 2014 | The Hobbit: The Battle of the Five Armies        |               |
| 2016 | Warcraft                                         |               |
| 2017 | Kong: Skull Island                               | King Kong     |
| 2017 | War for the Planet of the Apes                   | Rocket        |
| 2017 | The Square                                       | Oleg          |
| 2018 | Avengers: Infinity War                           | Cull Obsidian |
| 2019 | Avengers: Endgame                                | Cull Obsidian |
| 2019 | The Lion King                                    |               |
| 2020 | Call of the Wild                                 | Buck          |